# 波羅大區
9°25′N 5°37′W / 9.417°N 5.617°W
波羅大區（法語：Poro），是科特迪瓦的31個大區之一，位於該國北部，由薩瓦內區負責管轄，首府設於科霍戈，始建於2011年，面積13,400平方公里，2014年人口763,852，人口密度每平方公里57人。